# Jelena Osipowa
Jelena Aleksandrowna Osipowa (ros. Елена Александровна Осипова; ur. 22 maja 1993 w Pietropawłowsku Kamczackim) – rosyjska łuczniczka, wicemistrzyni olimpijska z Tokio 2020, wicemistrzyni świata i mistrzyni Europy.

## Wyniki
| Impreza            | Rok    | Miejsce          | Konkurencja   | Pozycja |                      |      |       |               |        |
| ------------------ | ------ | ---------------- | ------------- | ------- | -------------------- | ---- | ----- | ------------- | ------ |
| Impreza            | Rok    | Miejsce          | Konkurencja   | Pozycja | Igrzyska olimpijskie | 2020 | Tokio | indywidualnie | srebro |
| drużynowo          | srebro |                  |               |         | Igrzyska olimpijskie | 2020 | Tokio |               |        |
| Mistrzostwa świata | 2019   | ’s-Hertogenbosch | indywidualnie | 57.     |                      |      |       |               |        |
| Mistrzostwa świata | 2019   | ’s-Hertogenbosch | drużynowo     | 6.      |                      |      |       |               |        |
| Mistrzostwa świata | 2021   | Yankton          | indywidualnie | 17.     |                      |      |       |               |        |
| Mistrzostwa świata | 2021   | Yankton          | drużynowo     | 9.      |                      |      |       |               |        |
| Mistrzostwa świata | 2021   | Yankton          | mikst         | srebro  |                      |      |       |               |        |
| Mistrzostwa Europy | 2021   | Antalya          | indywidualnie | 5.      |                      |      |       |               |        |
| Mistrzostwa Europy | 2021   | Antalya          | drużynowo     | złoto   |                      |      |       |               |        |
| Mistrzostwa Europy | 2021   | Antalya          | mikst         | złoto   |                      |      |       |               |        |